# Eurycestus avoceti
Espèce
Eurycestus avoceti est une espèce de vers plats, de la famille des Dilepididae. Il parasite l'Avocette élégante (Recurvirostra avosetta) et l'Avocette d'Amérique (Recurvirostra americana), des oiseaux limicoles caractéristiques des lagunes et marais côtiers, avec comme hôte intermédiaire des artémies (de petits Crustacés).

### Publication originale
- (en) David T. Clark, « A New Cyclophyllidian Cestode from the Avocet », Journal of Parasitology, Chicago, American Society of Parasitologists (d), vol. 40, no 3,‎ 1er juin 1954, p. 340-346 (ISSN 0022-3395 et 1937-2345, OCLC 1606759, PMID 13184382, DOI 10.2307/3273748).